# Huta Stalowa Wola

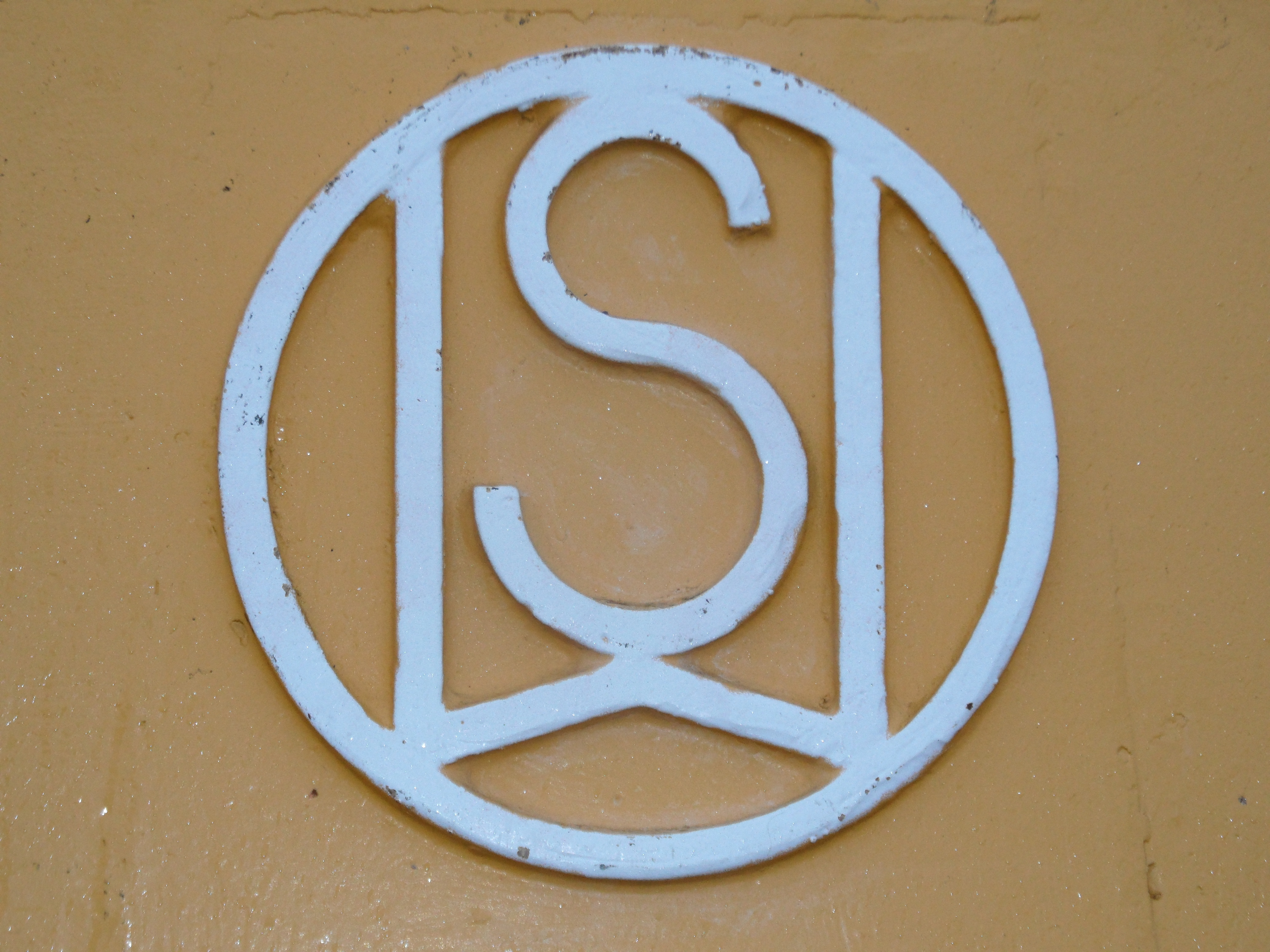
Offizielles Logo von Huta Stalowa Wola, das sich auch im Stadtwappen der Stadt Stalowa Wola wiederfindet

Huta Stalowa Wola S.A. (Abkürzung HSW S.A.) ist ein Rüstungsunternehmen und Stahlproduzent aus dem polnischen Ort Stalowa Wola. HSW ist der bedeutendste Zulieferer für das polnische Militär.

## Unternehmensgeschichte
Huta Stalowa Wola wurde noch vor dem Zweiten Weltkrieg, in den Jahren 1938/1939, in der Zeit der Zweiten Polnischen Republik, gegründet. Gezielt wurde ein Wirtschaftsstandort ausgewählt, der abseits der Grenzen zu Deutschland und der Sowjetunion lag. Um den Industriekomplex entstand die Stadt Stalowa Wola. Im Oktober 1939 übernahm das Dritte Reich die Kontrolle des Stahlwerks und der angegliederten Betriebe. Von Juni 1940 bis zum Abmarsch der Deutschen Besatzer am 1. August 1944 wurde der Industriekomplex unter der Bezeichnung „Stahlwerke Braunschweig - Werk Stalowa Wola“ weiter geführt. In den 1960er- und 1970er-Jahren begann das Unternehmen neben Rüstungsgütern mit der Produktion von schweren Baumaschinen, und in den 1980er-Jahren war es ein wichtiges Zentrum der polnischen Opposition. Im Jahr 1991, nach dem Zerfall des Kommunismus in Osteuropa, wurde Huta Stalowa Wola in eine Aktiengesellschaft umgewandelt. Sie ist nach wie vor einer der größten Arbeitgeber der Stadt und ein bedeutender Hersteller von militärischer Ausrüstung in Polen. Am 1. Februar 2012 wurde die unter Dressta firmierende Baumaschinensparte an das chinesische Unternehmen Guangxi Liugong Machinery verkauft, im gleichen Jahr erfolgte der Aufkauf des polnischen LKW-Herstellers Jelcz-Komponenty Sp. z OO.

## Militärische Produkte
- Selbstfahrlafette AHS Kryl
- Panzerhaubitze AHS Krab
- Bergepanzer WPT Mors
- Schützenpanzer BWP Borsuk[4]
- Minenwurfsystem Kroton
- Transportpanzer Opal I und Opal II (modifizierte und verbesserte MT-LB-Versionen)[5]
- Raketenwerfer WR-40 Langusta